# 시미즈정 (아이치현)
시미즈정(清水町)은 아이치현 니시카스가이군에 설치되었던 정이다. 현재의 나고야시 기타구 남부에 해당한다.